# Breitner (cầu thủ bóng đá, sinh 1989)
Overath Breitner da Silva Medina, hay đơn giản Breitner (sinh ngày 9 tháng 9 năm 1989 ở Barcelona), là một cầu thủ bóng đá người Venezuela thi đấu cho Leixões ở vị trí tiền vệ.

## Sự nghiệp
Breitner signed for União da Madeira, vào ngày 29 tháng 5 năm 2015, với bản hợp đồng thời hạn 2 năm.

## Thống kê sự nghiệp
(Chính xác tính đến 13 tháng 4 năm 2018)
| Câu lạc bộ              | Mùa giải  | Giải quốc gia | Giải quốc gia | Cúp quốc gia | Cúp quốc gia | Giải đấu châu lục | Giải đấu châu lục | Khác Tournaments | Khác Tournaments | Tổng cộng | Tổng cộng |
| Câu lạc bộ              | Mùa giải  | Số trận       | Bàn thắng     | Số trận      | Bàn thắng    | Số trận           | Bàn thắng         | Số trận          | Bàn thắng        | Số trận   | Bàn thắng |
| ----------------------- | --------- | ------------- | ------------- | ------------ | ------------ | ----------------- | ----------------- | ---------------- | ---------------- | --------- | --------- |
| Santos                  | 2010      | 11            | 0             | 1            | 1            | 0                 | 0                 | 3                | 0                | 15        | 1         |
| Santos                  | 2011      | 3             | 0             | –            | –            | –                 | –                 | –                | –                | 3         | 0         |
| Santos                  | 2012      | –             | –             | –            | –            | –                 | –                 | 5                | 0                | 5         | 0         |
| Santos                  | Subtotal  | 14            | 0             | 1            | 1            | 0                 | 0                 | 8                | 0                | 23        | 1         |
| Figueirense (mượn)      | 2011      | 0             | 0             | 0            | 0            | 0                 | 0                 | 19               | 5                | 19        | 5         |
| Criciúma (mượn)         | 2011      | 11            | 0             | –            | –            | –                 | –                 | –                | –                | 11        | 0         |
| Náutico (mượn)          | 2012      | 5             | 0             | –            | –            | –                 | –                 | –                | –                | 5         | 0         |
| Araxá (mượn)            | 2013      | 0             | 0             | 0            | 0            | 0                 | 0                 | 9                | 1                | 9         | 1         |
| XV de Piracicaba (mượn) | 2014      | 0             | 0             | 0            | 0            | 0                 | 0                 | 6                | 2                | 6         | 2         |
| Mineros                 | 2014–15   | 16            | 1             | –            | –            | –                 | –                 | –                | –                | 16        | 1         |
| União da Madeira        | 2015–16   | 27            | 2             | 1            | 0            | –                 | –                 | –                | –                | 28        | 2         |
| União da Madeira        | 2016–17   | 25            | 4             | 2            | 1            | –                 | –                 | –                | –                | 27        | 5         |
| União da Madeira        | Subtotal  | 52            | 6             | 3            | 1            | –                 | –                 | –                | –                | 55        | 7         |
| Leixões                 | 2017–18   | 30            | 8             | 4            | 1            | –                 | –                 | –                | –                | 34        | 9         |
| Tổng cộng               | Tổng cộng | 128           | 15            | 8            | 3            | 0                 | 0                 | 42               | 8                | 178       | 26        |

dựa theo nguồn tổng hợp từ soccerway.com

## Cuộc sống cá nhân
Anh là con trai của cựu cầu thủ bóng đá Venezuela Joaquín da Silva, từng thi đấu dưới thời Fariñas. Anh được đặt tên theo các cầu thủ bóng đá Đức Wolfgang Overath và Paul Breitner.